# Croton regelianus
Espèce
Croton regelianus est une espèce de plantes à fleurs du genre Croton et de la famille des Euphorbiaceae, présente au nord est du Brésil.
Il a pour synonyme :
- Oxydectes regeliana, (Müll.Arg.) Kuntze

Il a également deux sous-espèces :
- Croton regelianus var. matosii, Radcl.-Sm., 1994, présent au Brésil (Ceará, Bahia, Pernambuco)
- Croton regelianus var. regelianus, présent au Brésil (Bahia)